# 赫拉斯特勞公園
米哈伊一世公園（羅馬尼亞語：Parcul Herăstrău），是位於羅馬尼亞布加勒斯特的一座公園。公園面積大約1.1平方公里，其中0.7平方公里是湖泊，是布加勒斯特規模最大的公園。原稱赫拉斯特勞公園，於2017年為紀念於當年逝世的末代國王米哈伊一世而改為現稱。

## 外部連結

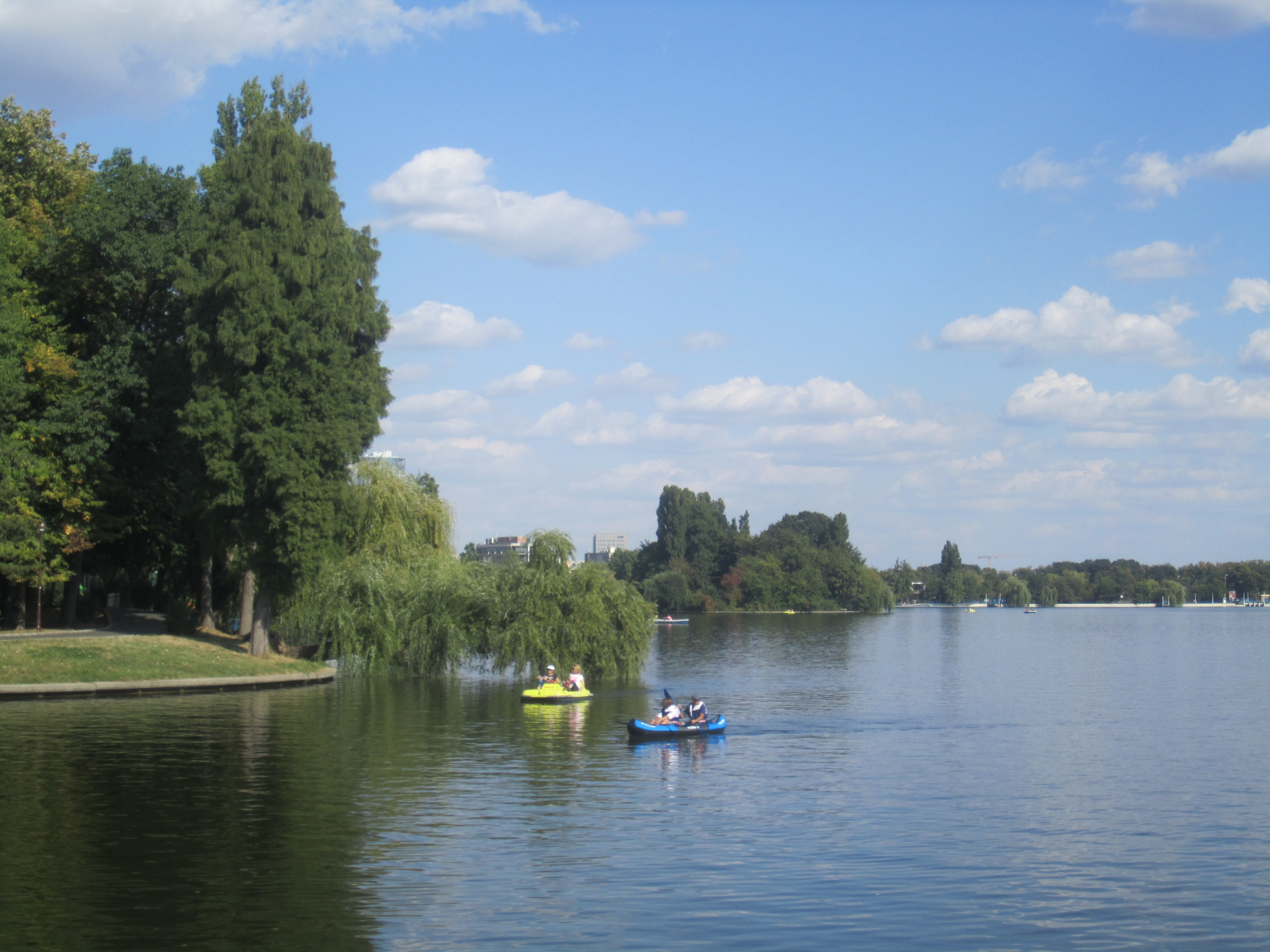

- （罗马尼亚文） Parcul Herăstrău（页面存档备份，存于）